# Zé Eduardo (músico)
José Eduardo (Lisboa, 1952), conhecido pelo nome artistico Zé Eduardo, é um contrabaixista de jazz português, sendo também pianista, compositor e pedagogo de jazz. Fundador e director da Escola de Jazz do Hot Clube de Portugal em Lisboa, foi também director pedagógico do "Taller de Músics de Barcelona" (Barcelona). Zé Eduardo é uma figura importante do jazz em Portugal nas últimas décadas, e a ele se pode atribuir alguns dos grandes momentos daquele género em Portugal, bem como a responsabilidade do aparecimento de toda uma nova geração de bons músicos de jazz, em Portugal e em Espanha. 

## Biografia
José Eduardo começou por estudar piano, que tocou com bandas locais, mas o seu interesse pelo jazz levou-o a descobrir o contrabaixo, deixando por concluir o curso de Arquitetura, para se dedicar ao estudo do instrumento no Conservatório de Lisboa, com o professor Armando Crispim, tendo concluído o 6.º ano com a classificação de 18 valores. 
Passa a interpretar o instrumento como músico de estúdio, o que lhe deu oportunidade de gravar com inúmeros músicos portugueses, como José Afonso, Sérgio Godinho, Fausto, Júlio Pereira, Adriano Correia de Oliveira, Pedro Barroso, Paulo de Carvalho, Fernando Tordo, Carlos Mendes, Carlos do Carmo, Luís Cília e Rão Kyao. 
O seu interesse pelo jazz mantém-se, pelo que paralelamente mantém a sua actividade nesta área com o grupo Araripa, e como mentor da Orquestra Girassol,  vindo a participar como músico na gravação do primeiro disco de jazz integralmente gravado e editado em Portugal, “Malpertuis”, de Rão Kyao (1976).
Em 1979 funda e passa a dirigir a Escola de Jazz do Hot Club de Portugal em Lisboa, estendendo-se a sua atividade entre Portugal e Espanha. Em Barcelona, foi convidado e nomeado diretor pedagógico do "Taller de Músics de Barcelona", cargo que exerceu entre 1983 e 1990. Em 1999, a convite do Município do Barreiro, fundou a 'Escola de Jazz do Barreiro', que dirigiu até 2001. Radicado no Algarve desde 1995, prossegue aí a sua atividade pedagógica, a par das suas restantes atividades como compositor e intérprete. Pelas várias escolas que fundou ou dirigiu, passaram inúmeros músicos em formação, que acabaram por seguir carreiras na música jazz, pelo que a Zé Eduardo se atribui grande parte da responsabilidade pelo aparecimento de todo um conjunto de novas gerações de músicos de grande qualidade no jazz, em Portugal e Espanha. Isto fica a dever-se quer à qualidade do ensino nas escolas que dirigiu, quer às inúmeras actividades de formação e workshops em que se envolveu, e quer ainda aos seus programas pedagógicos, que transformaram o ensino da música nos dois países.
Em 1978 Zé Eduardo funda a primeira big band exclusivamente de jazz em Portugal, tendo depois, já em Barcelona, dirigido a "Orquestra Taller de Músics + Tete Montoliu" até 1990, ano do regresso a Lisboa. Em Lisboa passa então a dedicar-se à interpretação, composição e direção dos seus grupos ‘Zé Eduardo Unit’ e ‘Zé Eduardo & Companhia da Música Imaginária’, gravando também com grandes solistas como Art Farmer, Harold Land, Steve Lacy e Kenny Wheeler.
No Algarve, onde reside desde 1995, criou e dirigiu entre 1995 e 2000 a Big Band "Jazz na Filarmónica" sendo também, desde o mesmo ano, diretor artístico do "Festival Internacional de Jazz de Faro - Jazz no Inverno". 
Recentemente, como presidente da "Associação Grémio das Músicas", e enquadrado num programa apoiado pelo IPAE (Instituto Português das Artes e Espectáculo) do Ministério da Cultura (agora Secretaria de Estado da Cultura), executa um trabalho intenso de divulgação e formação de jovens para o jazz, no sul do país, organizando workshops e ateliers temáticos de curta ou média duração. 
Foi entretanto convidado para leccionar pós-graduações em “Pedagogia do Jazz”, bem como “Contrabaixo” na "Escola Superior de Música da Universidade da Catalunha" e sendo também consultor pedagógico da recente Escola de Artes de Sines. 
A "Região de Turismo do Algarve" atribuiu-lhe, em 2003, a Medalha de Prata de Mérito Turístico, pela sua actuação como promotor e divulgador da cultura e do jazz em particular. 